# Tiantangzhai (berg)
Tiantangzhai är ett berg i Kina. Det ligger i den östra delen av landet, 1 000 km söder om huvudstaden Peking. Toppen på Tiantangzhai är 1 729 meter över havet.
Terrängen runt Tiantangzhai är bergig åt nordost, men åt sydväst är den kuperad. Tiantangzhai är den högsta punkten i trakten. Runt Tiantangzhai är det tätbefolkat, med 276 invånare per kvadratkilometer. Närmaste större samhälle är Jiuzihe, 8,8 km nordväst om Tiantangzhai. I omgivningarna runt Tiantangzhai växer i huvudsak blandskog.